# Paratanais rigidus
Paratanais rigidus är en kräftdjursart som beskrevs av Charles Spence Bate och John Obadiah Westwood 1868. Paratanais rigidus ingår i släktet Paratanais och familjen Paratanaidae. Inga underarter finns listade i Catalogue of Life.